# Queen's Club Championships 2018
Queen's Club Championships 2018 — тенісний турнір, що проходив на трав'яних кортах  у Лондоні, Велика Британія з 18 червня. Належав до категорії ATP 500.

## Фінальна частина

### Одиночний розряд
Марин Чилич —  Новак Джокович 5–7, 7–6(7–4), 6–3

### Парний розряд
Генрі Контінен /  Джон Пірс (тенісист) —  Джеймі Маррей /  Бруно Соарес 6–4, 6–3